# 拉瑟沃-阿罗斯-锡比茨
拉瑟沃-阿罗斯-锡比茨（法語：Larceveau-Arros-Cibits，法語發音：[laʁsəvo aʁɔs sibits]）是法国大西洋比利牛斯省的一个市镇，位于该省西南部，属于巴约讷区。该市镇于1842年由原市镇拉瑟沃（Larceveau）、阿罗斯（Arros）和锡比茨（Cibits）合并而成。

## 地名
该地名“Larceveau-Arros-Cibits”发音为[laʁsəvo aʁɔs sibits]，“Arros”的末尾字母“s”与“Cibits”的末尾字母“ts”发音，《世界地名翻译大辞典》与《世界地名译名词典》将其误译作“拉瑟沃-阿罗西比”；且“Cibits”为地名，“Ci”应译作“锡”而非“西”。

## 地理
拉瑟沃-阿罗斯-锡比茨（43°13'58"N, 1°5'45"W）面积18.08 平方千米，位于法国新阿基坦大区大西洋比利牛斯省，该省份为法国东南部省份，涵盖了贝阿恩与北巴斯克，西临大西洋比斯開灣，北至朗德省，东北接热尔省，东临上比利牛斯省，南与西班牙接壤。
与拉瑟沃-阿罗斯-锡比茨接壤的市镇（或旧市镇、城区）包括：艾尼斯-蒙日洛斯、比尼、加马尔特、伊巴罗勒、瑞克叙、朗塔巴特、奥斯塔巴特-阿斯姆。
拉瑟沃-阿罗斯-锡比茨的时区为UTC+01:00、UTC+02:00（夏令时）。

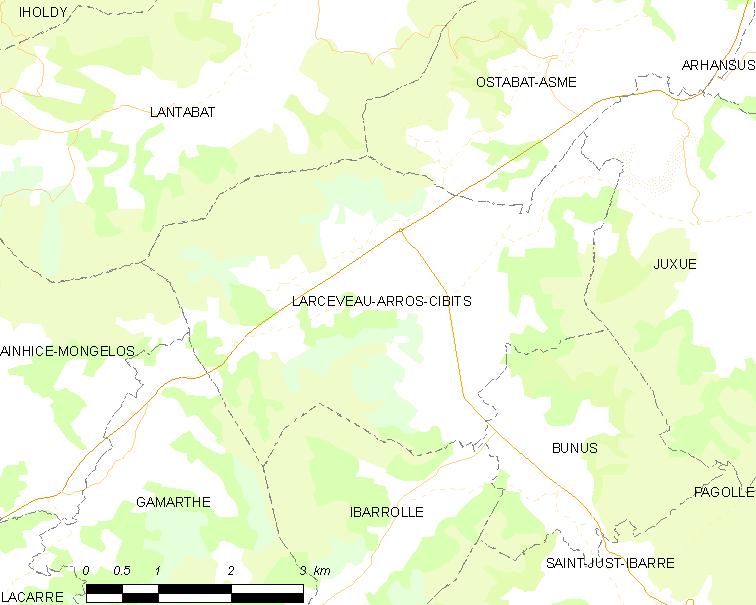
拉瑟沃-阿罗斯-锡比茨的OSM定位图

## 行政
拉瑟沃-阿罗斯-锡比茨的邮政编码为64120，INSEE市镇编码为64314。

## 政治
拉瑟沃-阿罗斯-锡比茨所属的省级选区为比达什地区-阿米库塞-奥斯蒂巴尔县。

## 人口
拉瑟沃-阿罗斯-锡比茨于2022年1月1日时的人口数量为446人。

1962-2008年间拉瑟沃-阿罗斯-锡比茨人口变化图示